# Mariene ecoregio Cocoseilanden
De Mariene ecoregio Cocoseilanden (169) (Engels: Cocos Islands marine ecoregion) is een biogeografische regio en ligt in het oosten van de Grote Oceaan in de Mariene provincie Tropische Oostelijke Stille Oceaan (43) in het Marien rijk Tropische Oostelijke Stille Oceaan. De mariene ecoregio is vastgesteld door het World Wide Fund for Nature en The Nature Conservancy en is vernoemd naar het Cocoseiland.
In het noordoosten grenst het gebied aan de mariene ecoregio Nicoya (168), in het zuidoosten aan de mariene ecoregio Golf van Panama (170), in het zuiden aan de mariene ecoregio Oostelijke Galapagoseilanden (173) en in het zuidwesten aan de mariene ecoregio Noordelijke Galapagoseilanden (172).

## Geografie
De mariene ecoregio ligt in het oosten van de Grote Oceaan rond het Cocoseiland voor de kust van Costa Rica.

## Biogeografie
Het gebied kent zeeleven dat houdt van tropische temperaturen.